# Misgolas monteithi
Misgolas monteithi là một loài nhện trong họ Idiopidae.
Loài này thuộc chi Misgolas. Misgolas monteithi được Raven & G miêu tả năm 2006. Wishart.